# Colura
Colura é um género de hepáticas epífitas, constituído por cerca de 60 espécies com distribuição maioritariamente tropical. As espécies incluídas neste géneros têm em geral apenas alguns milimetros de comprimento e algumas possuem pequenos receptáculos em forma de saco, formados pela fusão das margens de filídios, onde acumulam água e pequenos ciliados. A presença destas estrutura leva a suspeitar que seja uma planta carnívora, algo de incumum entre os briófitos.

## A questão da carnivoria
Estudos realizados sobre a espécie Colura zoophaga permitiram concluir que os sacos capturam ciliados, os quais morrem na água ali acumulada, mecanismo em tudo similar ao utilizado pelas plantas carnívoras do género Utricularia. Não foi contudo ainda confirmado que a planta atraia activamente os ciliados ou que seja capaz de segregar enzimas digestivas e de absorver os nutrientes libertados pela decomposição das suas presas.  Contudo, os hábitos epífitos do género Colura, que obrigam a que todos os nutrientes sejam adquiridos por absorção a partir da água da chuva e dos orvalhos, o que é semelhante aos mecanismos nutricionais das plantas carnívoras.

## Espécies
A lits que se segue, muito incompleta, inclui as espécies mais conhedidas do géneros Colura:
- Colura acroloba
- Colura ari
- Colura australiensis
- Colura bisvoluta
- Colura calderae
- Colura calyptrifolia
- Colura conica
- Colura crispiloba
- Colura fistulosa
- Colura leratii
- Colura pulcherrima
- Colura queenslandica
- Colura saccophylla
- Colura simplicior
- Colura superba
- Colura tenuicornis
- Colura zoophaga